# Pueblo Santa Lucía
Santa Lucía (también llamada Pueblo Santa Lucía o Paraje Santa Lucía) es una localidad argentina ubicada en el departamento Vera de la provincia de Santa Fe. Depende administrativamente de Vera, ciudad de la cual dista unos 40 km al noroeste.
Cuenta con una escuela de nivel secundario.
El paraje nació en 1964, cuando el gobierno compró a la empresa La Forestal 100 mil hectáreas en la zona, las cuales se fueron poblando con personas que trabajaban en los campos de la zona.

## Población
Cuenta con 185 habitantes (Indec, 2010), lo que representa un descenso del 19% frente a los 229 habitantes (Indec, 2001) del censo anterior.
| Gráfica de evolución demográfica de Pueblo Santa Lucía entre 1991 y 2010 |
|                                                                          |
| Fuente: Censos nacionales del INDEC                                      |